# Stuifakker
Stuifakker (51° 53′ N, 4° 04′ L) é uma cidade dos Países Baixos, na província de Holanda do Sul. Stuifakker pertence ao município de Westvoorne, e está situada a 8 km, a noroeste de Hellevoetsluis.
A área de Stuifakker, que também inclui as partes periféricas da cidade, bem como a zona rural circundante, tem uma população estimada em 600 habitantes.